# Valemount
Valemount è un villaggio del Canada, situato in Columbia Britannica, nel distretto regionale di Fraser-Fort George.